# Danh sách đội vô địch hạng ba Nhật Bản
Giải đấu bóng đá dành cho hạng đấu cao thứ ba quốc gia của Nhật Bản lần đầu được tổ chức năm 1992, là hạng đấu thứ hai của Japan Football League cũ, dù chỉ kéo dài có hai mùa. Năm 1999, sau sự ra đời của J. League Hạng 2, Japan Football League mới ra đời, sau khi đáp ứng đủ yêu cầu giải chuyên nghiệp J3 League ra đời năm 2014.

## (cũ) Japan Football League Hạng 2 (1992–1993)
Giải Japan Football League cũ được tạo ra cùng thời điểm với J. League và ban đầu được chia làm hai hạng nhưng chỉ kéo dài trong hai mùa
| Mùa giải | Vô địch      | Á quân      |
| -------- | ------------ | ----------- |
| 1992     | Chuo Bohan   | Kyoto Shiko |
| 1993     | Honda Motors | PJM Futures |

## Japan Football League (JFL) (1999–2013)
Với sự ta đời của J. League Hạng 2, giải Japan Football League mới được tự động chuyển xuống một hạng.
Số trong ngoặc chỉ số lần vô địch tính tới thời điểm đó. Mũi tên lên (↑) chỉ lên hạng J. League Hạng 2
| Mùa giải | Vô địch              | Á quân               | Hạng ba              | Hạng tư               |
| -------- | -------------------- | -------------------- | -------------------- | --------------------- |
| 1999     | Yokohama FC          | Honda Motors         | Mito HollyHock ↑     | Denso SC              |
| 2000     | Yokohama FC (2) ↑    | Honda Motors         | Denso SC             | Dược Otsuka           |
| 2001     | Honda Motors (2)     | Dược Otsuka          | Jatco FC             | Sagawa Express        |
| 2002     | Honda Motors (3)     | Sagawa Express       | Dược Otsuka          | Sony Sendai           |
| 2003     | Dược Otsuka          | MIO Biwako Shiga     | Ehime FC             | Sagawa Express Osaka  |
| 2004     | Dược Otsuka (2) ↑    | MIO Biwako Shiga     | Thespa Kusatsu ↑     | YKK AP                |
| 2005     | Ehime FC ↑           | YKK AP               | ALO's Hokuriku       | Tochigi SC            |
| 2006     | MIO Biwako Shiga (4) | Sagawa Express Tokyo | Sagawa Express Osaka | YKK AP                |
| 2007     | Sagawa Express       | Rosso Kumamoto ↑     | FC Gifu ↑            | ALO's Hokuriku        |
| 2008     | MIO Biwako Shiga (5) | Tochigi SC ↑         | Kataller Toyama ↑    | Fagiano Okayama ↑     |
| 2009     | Sagawa Shiga (2)     | Yokogawa Musashino   | Sony Sendai          | New Wave Kitakyushu ↑ |
| 2010     | Gainare Tottori ↑    | Sagawa Shiga         | Machida Zelvia       | MIO Biwako Shiga      |
| 2011     | Sagawa Shiga (3)     | Nagano Parceiro      | Machida Zelvia ↑     | Matsumoto Yamaga ↑    |
| 2012     | V-Varen Nagasaki ↑   | Nagano Parceiro      | Sagawa Shiga         | Kamatamare Sanuki     |
| 2013     | Nagano Parceiro      | Kamatamare Sanuki ↑  | SC Sagamihara        | Machida Zelvia        |

## J3 League (2014–nay)
Năm 2014, J. League giới thiệu giải chuyên nghiệp thứ ba.
| Mùa giải | Vô địch             | Á quân               |
| -------- | ------------------- | -------------------- |
| 2014     | Zweigen Kanazawa    | Nagano Parceiro‡     |
| 2015     | Renofa Yamaguchi    | Machida Zelvia       |
| 2016     | Oita Trinita        | Tochigi SC‡          |
| 2017     | Blaublitz Akita†    | Tochigi SC           |
| 2018     | FC Ryukyu           | Kagoshima United     |
| 2019     | Giravanz Kitakyushu | Thespakusatsu Gunma  |
| 2020     | Blaublitz Akita (2) | SC Sagamihara        |
| 2021     | Roasso Kumamoto     | Iwate Grulla Morioka |
| 2022     | Iwaki FC            | Fujieda MYFC         |
| 2023     | Ehime FC (2)        | Kagoshima United     |

† Không lên J2

‡ Không lên J2 do thua trong trận play-off.

## Tổng số lần vô địch
Câu lạc bộ in đậm đang thi đấu tại J3 mùa 2015. Câu lạc bộ in nghiêng không còn tồn tại.
Năm in nghiêng chỉ những mùa nghiệp dư (Japan Football League cũ và mới).
| Câu lạc bộ           | Vô địch | Á quân | Mùa vô địch                  | Mùa á quân             |
| -------------------- | ------- | ------ | ---------------------------- | ---------------------- |
| MIO Biwako Shiga     | 5       | 4      | 1993, 2001, 2002, 2006, 2008 | 1999, 2000, 2003, 2004 |
| Sagawa Shiga         | 3       | 1      | 2007, 2009, 2011             | 2010                   |
| Tokushima Vortis     | 2       | 1      | 2003, 2004                   | 2001                   |
| Yokohama FC          | 2       | 0      | 1999, 2000                   |                        |
| Nagano Parceiro      | 1       | 3      | 2013                         | 2011, 2012, 2014       |
| Avispa Fukuoka       | 1       | 0      | 1992                         |                        |
| Ehime FC             | 1       | 0      | 2005                         |                        |
| Gainare Tottori      | 1       | 0      | 2010                         |                        |
| V-Varen Nagasaki     | 1       | 0      | 2012                         |                        |
| Zweigen Kanazawa     | 1       | 0      | 2014                         |                        |
| Sagawa Express Tokyo | 0       | 2      |                              | 2002, 2006             |
| Kyoto Sanga          | 0       | 1      |                              | 1992                   |
| Tosu Futures         | 0       | 1      |                              | 1993                   |
| YKK AP               | 0       | 1      |                              | 2005                   |
| Roasso Kumamoto      | 0       | 1      |                              | 2007                   |
| Tochigi SC           | 0       | 1      |                              | 2008                   |
| Yokogawa Musashino   | 0       | 1      |                              | 2009                   |
| Kamatamare Sanuki    | 0       | 1      |                              | 2013                   |